# Tommy Dunn
Thomas „Tommy“ Dunn (* 2. Juni 1873 in Falkirk; † 24. Juni 1938) war ein schottischer Fußballspieler.

## Karriere
Tommy Dunn spielte als Verteidiger zwischen 1891 und 1896 88-mal für die Wolverhampton Wanderers in der First Division und zu den weiteren 14 Partien im FA Cup gehörte das Endspiel im Jahr 1896, das mit 1:2 gegen Sheffield Wednesday verloren ging. Anschließend spielte er für den Ligakonkurrenten FC Burnley, mit dem er 1897 in die Second Division abstieg und setzte nach einem weiteren Einsatz für Burnley in der Zweitklassigkeit seine Profilaufbahn 1897 bei Chatham Town in der Southern League fort. Während der Spielzeit 1898/99 wechselte er weiter zu Thames Ironworks, Zweitdivisionär der Southern League. Er belegte mit dem Klub 1899 den ersten Rang der Londoner Staffel und wirkte auch im erfolgreichen Aufstiegsspiel gegen den FC Cowes, Sieger der Staffel South-West, mit und verhalf den Irons zum Aufstieg in die Division One.
Dunn, der 1898/99 als linker Verteidiger an der Seite von Walter Tranter agiert hatte, war im folgenden Jahr an der Seite des späteren West-Ham-Managers Syd King als rechter Verteidiger Stammkraft. Neben sieben Einsätzen im FA Cup, als die erstmalige Teilnahme am Hauptwettbewerb erst in der letzten Qualifikationsrunde am Rivalen und späteren Halbfinalisten Millwall Athletic scheiterte, spielte er auch zum Saisonabschluss das Test Match (Relegationsspiel) gegen den FC Fulham, in welchem man durch einen 5:1-Erfolg den Klassenverbleib sicherte. Die Transformation der Mannschaft zu West Ham United zur Saison 1900/01 vollzog sich ohne Tommy Dunn.
Dunn kehrte nach seiner Profikarriere nach Schottland zurück und führte dort ein Bestattungsunternehmen.